# Hilary Johnson

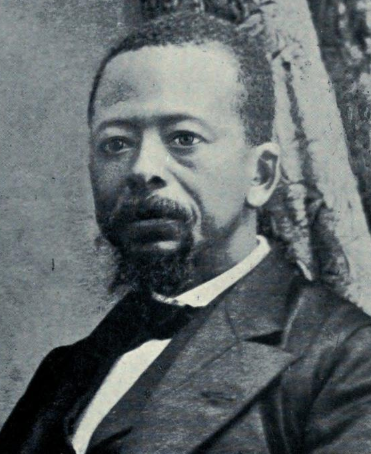
Hilary R.W. Johnson (1837-1901)

Hilary Richard Wright Johnson (Monrovia 1 juni 1837 - aldaar 28 februari 1901) was de elfde president van Liberia van 7 januari 1884 tot 4 januari 1892.

## Biografie
Hij was de zoon van Elijah Johnson (c. 1787-1849), een van de eerste Amerikaanse settlers in Liberia. Hij ontving onderwijs aan de Alexander High School in Monrovia en het Liberia College aldaar. Hij was privésecretaris van president Stephen Benson (1856-1864) en schreef voor de Liberia Herald. Hij was hoogleraar (vanaf 1867) in de Engelse taal en literatuur aan Liberia College.
In 1870 werd hij minister van Binnenlandse Zaken. In 1871 werd hij, na de afzetting van president Edward James Roye een van de vier leden van het Uitvoerend Comité (oktober-november 1871). Van 1871 tot 1874 was hij minister van Buitenlandse Zaken. Van 1872 tot 1873 was hij nogmaals minister van Binnenlandse Zaken. In 1883 werd hij door de True Whig Party en de Republican Party aangewezen als presidentskandidaat. Hij werd bij de verkiezingen gekozen als president en werd viermaal herkozen. Zijn presidentschap stond in het teken van een grensverdrag met het Verenigd Koninkrijk dat hij in 1885 sloot. Hierdoor kwam er voorlopig een einde aan de spanningen tussen de onafhankelijke republiek Liberia en de Britse koloniën rondom het land. Na zin aftreden in 1892 werd hij benoemd tot minister van Posterijen.
Gedurende zijn presidentschap vervulde James Monroe Thompson het vicepresidentschap.
Hilary Johnson overleed op 28 februari 1901 in Monrovia. Een van zijn kinderen was Frederick E.R. Johnson, die van 1929 tot 1930 opperrechter was bij het hooggerechtshof.